# Ralph Raphael
Ralph Alexander Raphael (* 1. Januar 1921 in Croydon, Surrey; † 27. April 1998 in Cambridge) war ein englischer Chemiker.

## Leben und Werk
Raphael ging in Dublin und London zur Schule, studierte Chemie am Imperial College London und erlangte einen Bachelor-Abschluss mit Bestnoten 1941. Als Student gewann er den Hofmann-Preis. 1943 wurde er am Imperial College promoviert mit einer Dissertation über Chemie von Acetylenen. Von 1943 bis 1946 arbeitete er an der Synthese von Penicillin bei May and Baker. Danach forschte er als ICI Fellow am Imperial College. Er war ab 1949 Lecturer, wurde 1954 Professor für Organische Chemie an der Queen’s University Belfast, war 1957 bis 1972 Regius Professor für Chemie an der Universität Glasgow und danach bis 1988 Professor für Organische Chemie und Fellow des Christ Church College an der Universität Cambridge. In Cambridge leitete er die Fakultät für Organische und Anorganische Chemie (die Physikalische Chemie war ausgegliedert).
Ihm gelangen verschiedene organische Synthesen, darunter die der Königinnensubstanz der Bienenkönigin. Ein Schwerpunkt seiner Arbeit war die Verwendung von Acetylenen als Zwischenprodukte in organischer Synthese.
1981 erhielt er die Davy Medal und 1948 die Mendola Medal. Er war seit 1958 Fellow der Royal Society of Edinburgh, seit 1962 Fellow der Royal Society und CBE.
1944 heiratete er Prudence Gaffikin und hatte einen Sohn und eine Tochter.